# 동양로
동양로(東陽路)는 인천광역시 계양구 박촌동에서 동양동까지 이르는 인천광역시도로, 총연장은 2.149 km이다. 당 도로명은 박촌동 한화아파트에서 동양택지를 관통하여 벌말로까지 이르는 도로구간으로 동양택지지구의 중심도로에서 유래되었다.

## 역사
- 2009년 10월 9일 : 도로명으로 동양로를 고시

## 주요 경유지
- 계양구
  - 박촌동 - 동양동

## 접촉하는 도로
- 장제로
- 서부간선로
- 양지로
- 벌말로
- 접촉 불가 도로 : 수도권제1순환고속도로[A]

## 주요 건물 및 시설
- 금강힐 (동양로 4/박촌동 17-2)
- 박촌동 한화꿈에그린아파트 (동양로 10/박촌동 310)
- 박촌풍림아이원 (동양로 11/박촌동 309)
- 덕성 (동양로 55/동양동 331-7)
- 동양동 주공아파트 (동양로 96/동양동 581)
- 동양동 한진해모로 (동양로 100/동양동 582)
- 명일프라자 (동양로 101/동양동 580)
- 동양타운 (동양로 107/동양동 580-2)
- 당미그린상가 (동양로 111/동양동 640)
- 당산초등학교 (동양로 122/동양동 583)
- 익상프라자 (동양로 129/동양동 641-4)
- 동양교회 (동양로 131/동양동 641-5)
- 씨밀레6차 (동양로 135/동양동 642, 동양로 137/동양동 642-17)
- 남두파크빌 (동양로 139/동양동 642-5)
- 태영하이츠 (동양로 141/동양동 642-7)
- 마이웨이빌 (동양로 143/동양동 642-15)

## 하천 및 교량
- 교량 : 당미교
- 하천 : 굴포천

## 특이 사항
벌말로와 교차하는 지점 부근 일부 지역이 서울특별시 강서구 일부 구간도 통과하고 있는 것으로 보인다.